# فرودگاه جزیره پوکاپوکا
فرودگاه جزیره پوکاپوکا (به انگلیسی: Pukapuka Island Airfield) یک فرودگاه همگانی با کد یاتا ندارد است. این فرودگاه در شهر پوکاپوکا کشور جزایر کوک قرار دارد.